# The Trevor Project
The Trevor Project – amerykańska organizacja non-profit, założona w 1998 r., której celem jest zapobieganie samobójczym śmierciom wśród społeczności LGBT. Jej działalność koncentruje się na osobach młodych, które nie ukończyły 25 roku życia. Organizacja zapewnia dostęp do konsultacji psychologicznych, w tym interwencji kryzysowych, i działa na rzecz prewencji samobójstw.
Założycielami organizacji byli twórcy filmu krótkometrażowego Trevor z 1994 roku.